# Třída Cassard
Třída Cassard je třída raketových fregaty francouzského námořnictva. Jedná se o protiletadlovou variantu fregat třídy Georges Leygues od nichž se liší především instalací vypouštěcího zařízení amerických řízených střel Standard SM-1MR, sejmutého ze dvou starých torpédoborců třídy Surcouf (třída T 47).

## Stavba
Třída se skládá ze dvou jednotek – Cassard vstoupil do služby v roce 1988 a Jean Bart v roce 1991. Oba postavila loděnice DCN v Lorientu.
Jednotky třídy Cassard:
| Jméno            | Založení kýlu   | Spuštěna        | Dodání            | Status                   |
| ---------------- | --------------- | --------------- | ----------------- | ------------------------ |
| Cassard (D614)   | 3. září 1982    | 6. února 1985   | 29. července 1988 | vyřazen 15. března 2019. |
| Jean Bart (D615) | 12. března 1986 | 19. března 1988 | 1. září 1991      | vyřazen 31. srpna 2021.  |

## Konstrukce

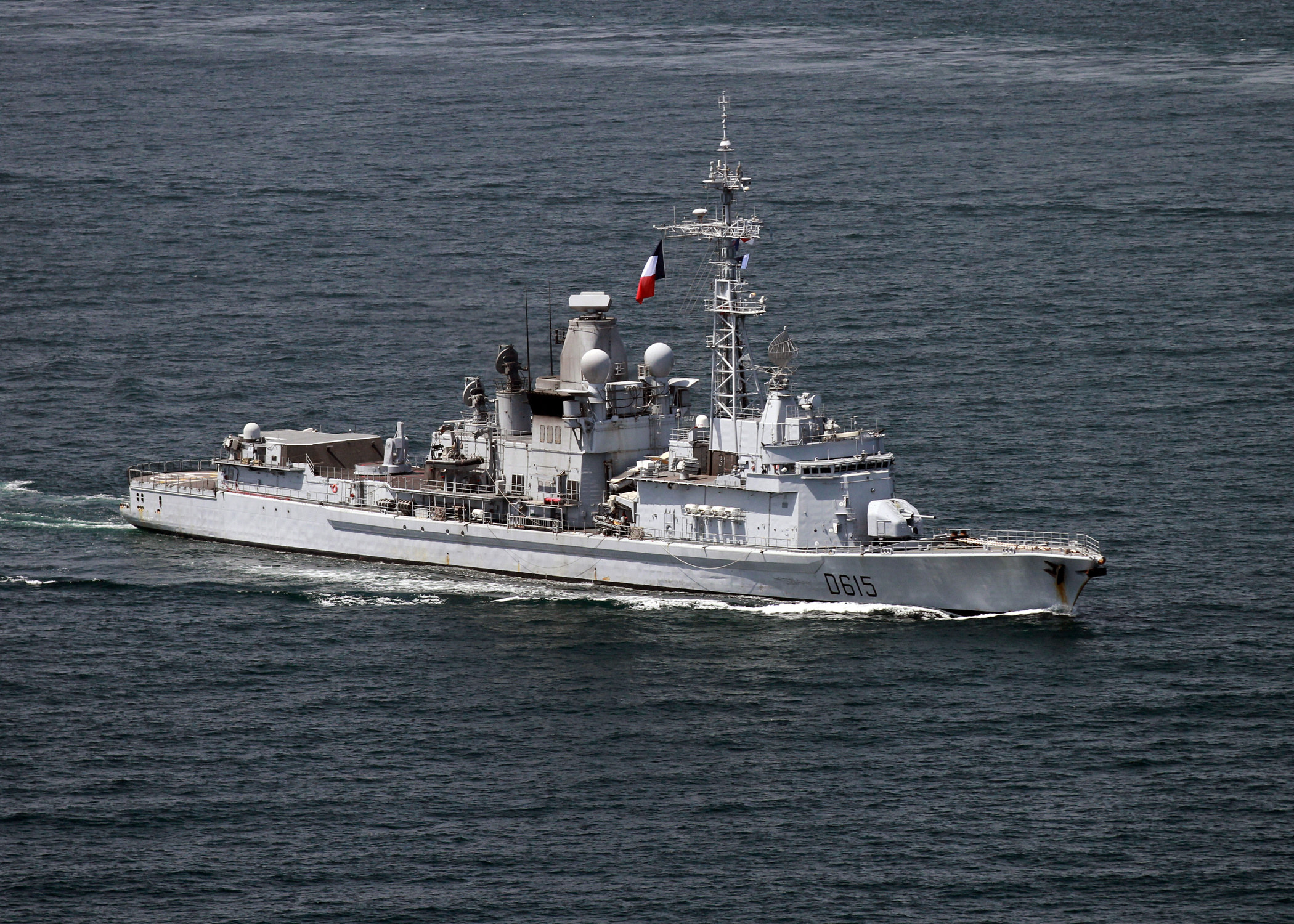
Jean Bart (D615)

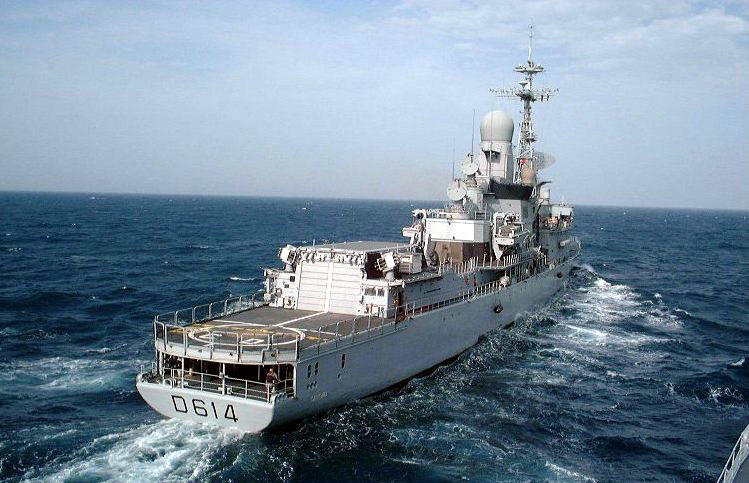
Cassard (D614)

Hlavňovou výzbroj představuje 100mm kanón Creusot-Loire v dělové věži na přídi, dva 20mm kanóny a čtyři 12,7mm kulomety. K boji proti vzdušným cílům slouží jednoduché odpalovací zařízení protiletadlových řízených střel Standard SM-1MR se zásobou 40 střel a dosahem 45 km. Střely Standard by přitom měly nahradit nové střely Aster 30. To doplňuje ještě protiletadlový systém krátkého dosahu Sadral, využívající 39 kusů střel Mistral s dosahem 5 km. Dvě šestinásobná vypouštěcí zařízení jsou po stranách hangáru. Fregaty rovněž nesou dva čtyřnásobné kontejnery protilodních střel MM40 Exocet a dva 550mm protiponorkové torpédomety KD 59E, pro které nesou zásobu 10 torpéd.
Fregaty mají přistávací palubu a hangár pro uskladnění jednoho vrtulníku. Pohonný systém tvoří čtyři diesely SEMT-Pielstick 18PA6V-280BTC. Nejvyšší rychlost je 29,5 uzlu. Dosah je 8000 námořních mil při rychlosti 18 uzlů.